# 泰兰河畔巴约勒
泰蘭河畔巴约勒（法語：Bailleul-sur-Thérain，法語發音：[bajœl syʁ teʁɛ̃]）是法国瓦兹省的一个市镇，属于博韦区。

## 地理
泰兰河畔巴约勒（49°23'7"N, 2°13'19"E）面积9.5 平方千米，位于法国上法蘭西大區瓦兹省，该省份为法国北部内陆省份，北起索姆省，西接厄尔省和滨海塞纳省，南至塞纳-马恩省和瓦兹河谷省，东临埃纳省。
与泰兰河畔巴约勒接壤的市镇（或旧市镇、城区）包括：布雷勒、埃尔姆、泰兰河畔蒙特勒伊、罗希孔代、维莱圣塞皮尔克、瓦尔吕。

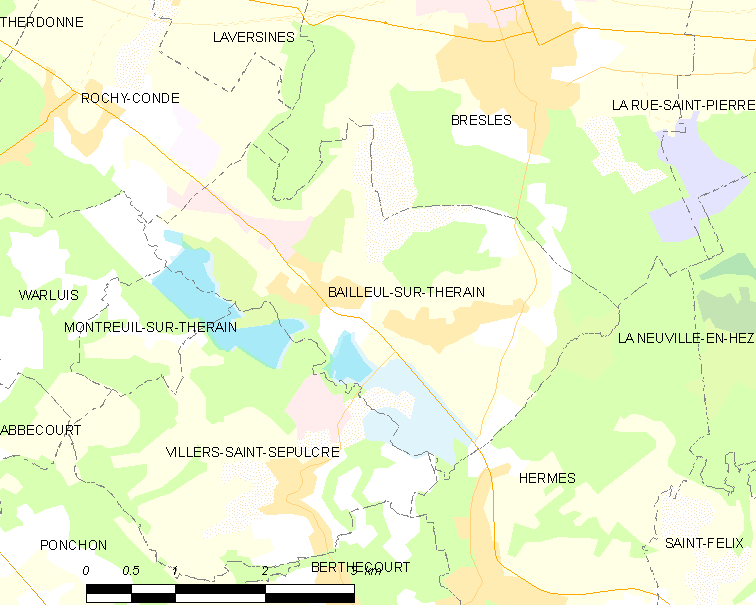
泰兰河畔巴约勒的OSM定位图

泰兰河畔巴约勒的时区为UTC+01:00、UTC+02:00（夏令时）。

## 行政
泰兰河畔巴约勒的邮政编码为60930，INSEE市镇编码为60041。

## 政治
泰兰河畔巴约勒所属的省级选区为穆伊县。

## 人口

1962-2008年间泰兰河畔巴约勒人口变化图示

泰兰河畔巴约勒于2022年1月1日时的人口数量为2328人。